# Gutenberghaus

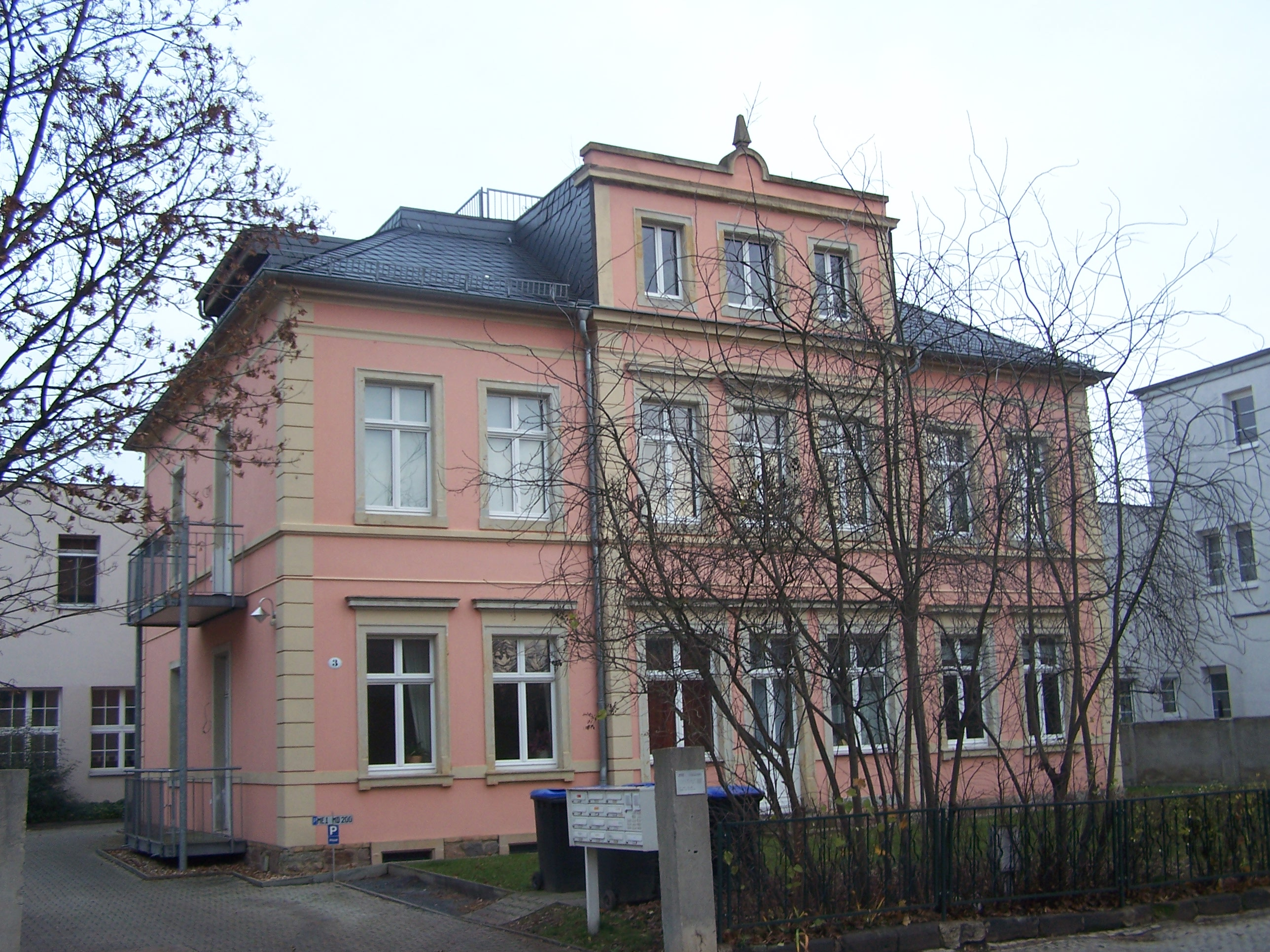
Gutenberghaus, im Hinterhof das 1896 eingerichtete Druckereigebäude

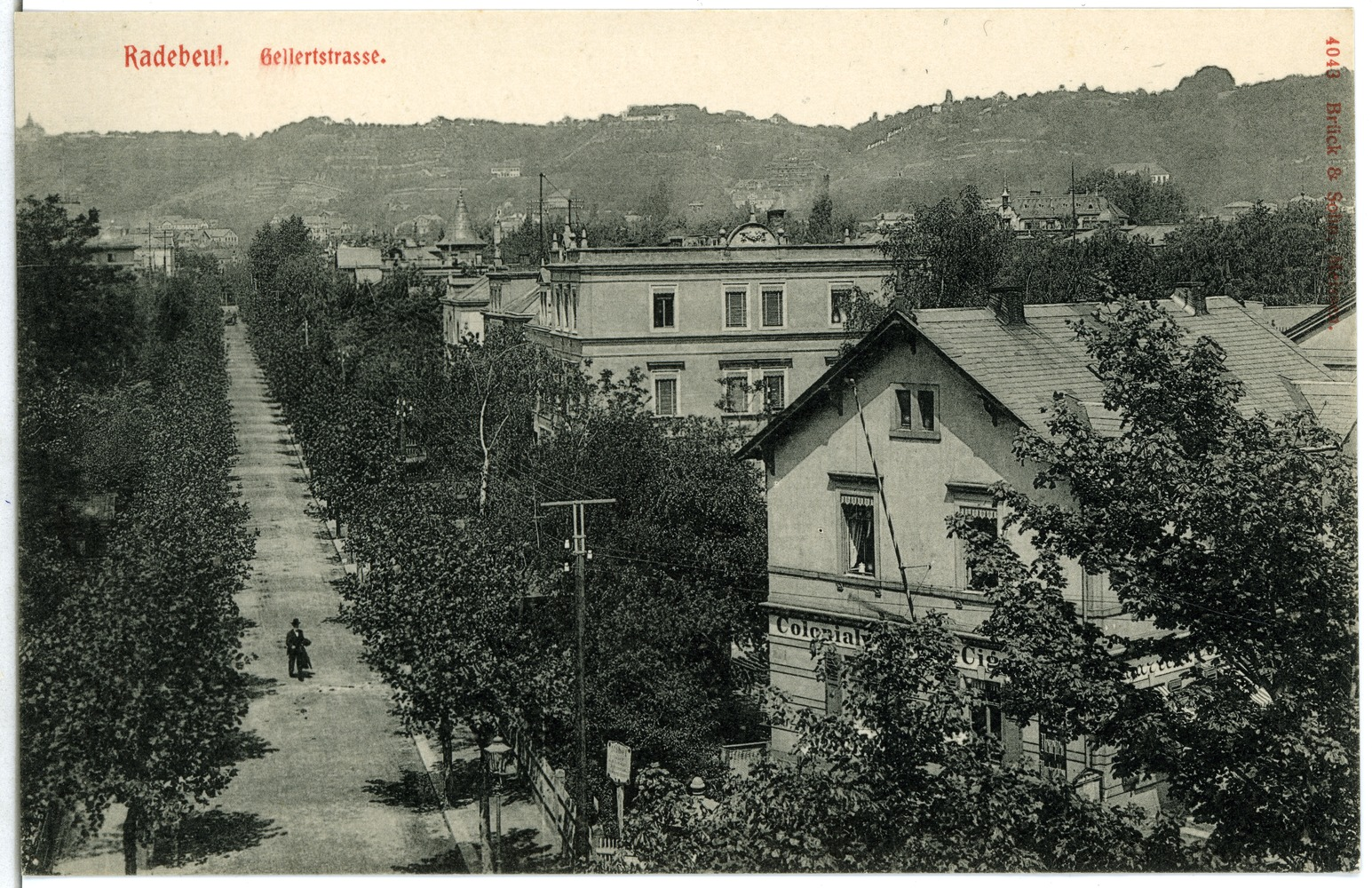
Gellertstraße 1903. Das dritte Haus auf der rechten Seite ist das Gutenberghaus.

Das Gutenberghaus ist eine Mietvilla im Ursprungsstadtteil Alt-Radebeul der sächsischen Stadt Radebeul, in der heutigen Gellertstraße 3. Sie wurde von den Gebrüdern Ziller errichtet.

## Beschreibung
Die unter Denkmalschutz stehende Mietvilla wurde 1891 durch die Gebrüder Ziller für die Buchdruckerei und Verlagsanstalt von Ernst Kupky und Bruno Dietze errichtet. In deren Verlag erschien das Radebeuler Wochenblatt, später das Radebeuler Tageblatt.
Das zweigeschossige Gebäude von sieben zu drei Fensterachsen Größe hat ein flaches und in der Mitte abgeplattetes Walmdach. Mittig zur Straße befindet sich ein dreiachsiger Risalit mit einer Attika, obenauf ein Aufsatz. Die Fassade wird durch Eckquaderungen sowie Putzbänder gegliedert, die Fenster werden durch Sandsteingewände eingefasst.
In jüngster Zeit erhielt das Gebäude moderne Balkonanbauten.